# Colonius
Colonius — железобетонная телевизионная и радиовещательная башня, расположенная в городе Кёльн (федеральная земля Северный Рейн — Вестфалия). Имея высоту 266,1 м, является высочайшим сооружением в Северном Рейне — Вестфалии и седьмым по высоте сооружением в Германии. Используется для размещения антенн аналогового телевидения, антенн DVB-T, радиослужб УКВ-диапазона. Башня обеспечивает теле- радиовещание в регионе Кёльн-Бонн. Для посещения туристами башня недоступна.

Своё название башня получила в честь римского названия Кёльна Colonia Claudia Ara Agrippinensium.

## Расположение
Телебашня расположена в северной части Малой кольцевой дороги Кёльна (улица Innere Kanalstraße), проложенной по маршруту бывшей кёльнской городской стены (de:Festungsring Köln).

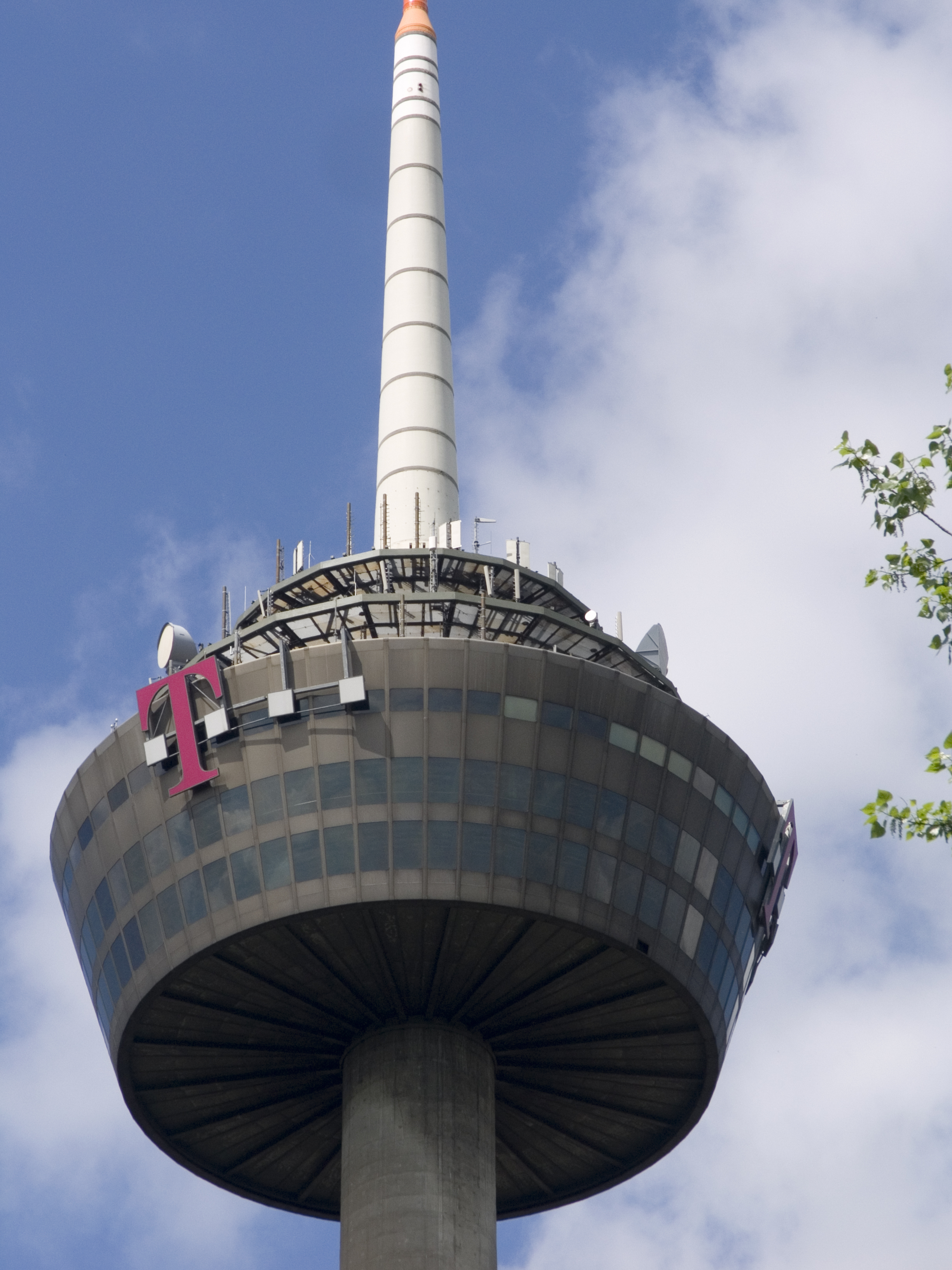
«Корзина» башни

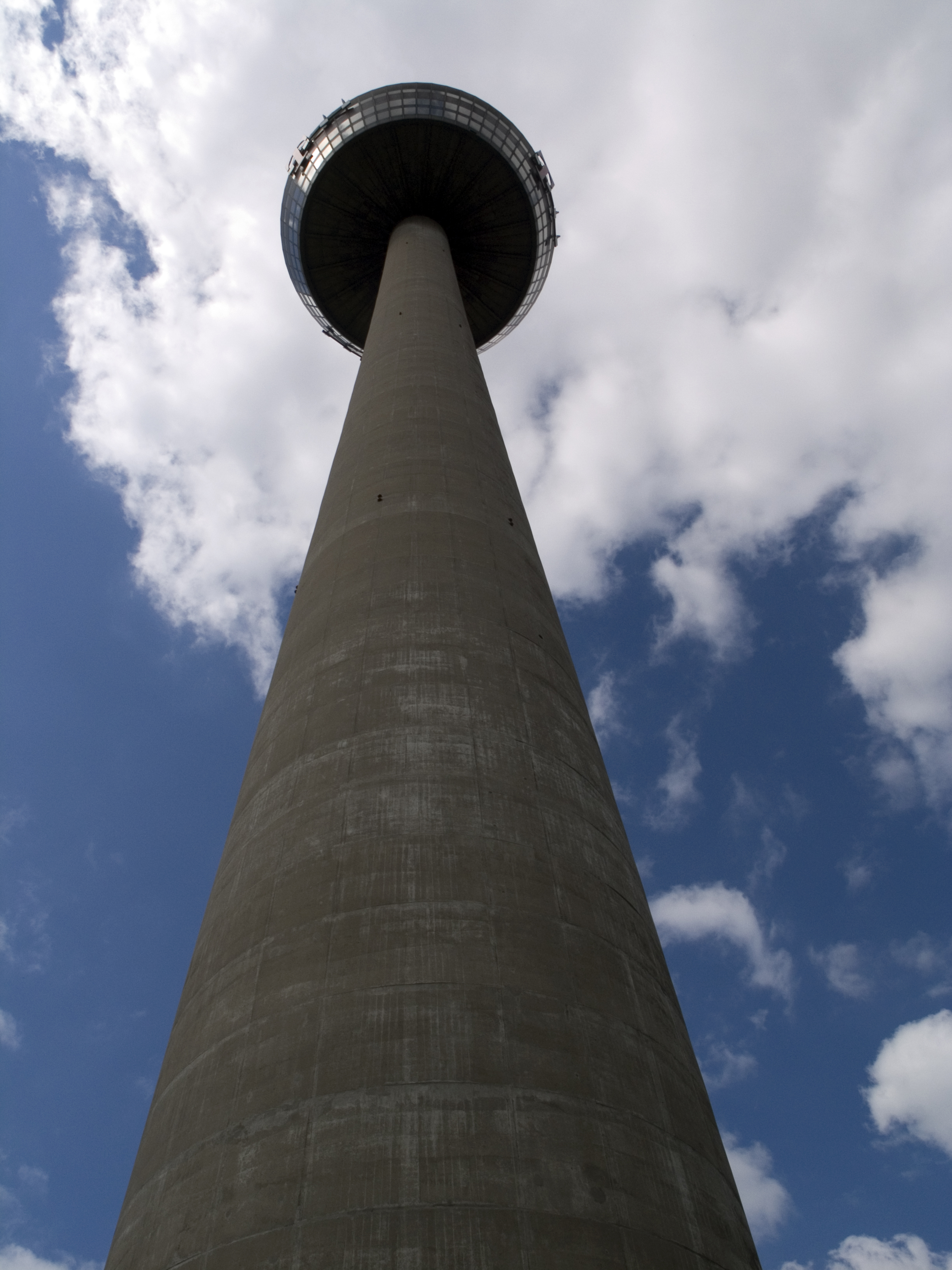
«Ствол» башни

## История
Строительство телебашни было начато в 1978 году по проекту архитектора Эрвина Хайнле и инженера Фрица Леонгарда. В эксплуатацию башня была сдана 3 июня 1981 года.

На момент окончания строительства высота башни с антенной составляла 252,9 м. В «корзине» башни на высоте 166 м была оборудована смотровая площадка. Также в «корзине» размещался двухэтажный вращающийся ресторан.

В начале 1990-х гг. антенна башни была заменена на новую вследствие чего высота башни увеличилась до 266,1 м.

В канун нового 1994 года в танцевальной зоне ресторана произошла давка, началась паника. Это стало причиной того, что было принято решение о закрытии ресторана. С 1999 года была закрыта для доступа посетителей и смотровая площадка.

В апреле 2004 года для обеспечения цифрового вещания в формате DVB-T с помощью вертолётов была в очередной раз заменена антенна, высота башни при этом осталась неизменной.

## Технические характеристики[3][4]
- Высота антенны — 266,1 м
- Высота крыши — 219,2 м
- Высота нижней точки «корзины» — 164,9 м
- Высота верхней точки «корзины» — 178,9 м
- Диаметр основания «корзины» — 49,7 м
- Диаметр «ствола» в нижней части — 14,9 м
- Диаметр «ствола» в верхней части — 5 м